# Joseph C. Wright
Joseph C. Wright (Chicago, 19 de agosto de 1892 – Oceanside, 24 de fevereiro de 1985) foi um diretor de arte norte-americano, ganhador de dois Óscar de melhor direção de arte da Academia de Artes e Ciências Cinematográficas.
Seus trabalhos vencedores na academia foram em "Isto, Acima de Tudo" (This Above All, de 1942) e "Minha Namorada Favorita" (My Gal Sal, de 1942).

## Ligação externa
- Joseph C. Wright. no IMDb.